# Quirinalpaladset
Quirinalpaladset (Palazzo del Quirinale eller Quirinalet) er den officielle residens for Italiens præsident. Paladset ligger på Quirinalhøjen, en af Roms syv høje. 
Paladset blev bygget i 1573 af pave Gregor 13. som sommerbolig. Det blev også brugt til konklaver i forbindelse med pavevalg. Det fungerede som pavens residens og har huset officielle repræsentanter for Kirkestaten til 1870. I september 1870 blev det, som var tilbage af Kirkestaten, væltet. Fem måneder senere blev Rom hovedstad i det nye Italienske kongerige. Paladset blev indtaget under invasionen af Rom og blev den officielle residens for Italiens konger, selv om nogle af monarkerne egentlig boede i deres privatboliger andre steder. Monarkiet blev afskaffet i 1946, og paladset blev officiel bolig og arbejdsplads for præsidenterne i Republikken Italien. 
Facaden er designet af Domenico Fontana. Kapellet er designet af Carlo Maderno. Det indeholder freskoer af Guido Reni. Den berømteste fresko er Cristo in gloria af Melozzo da Forli over trapperne. 